# عيينان
عيينان، هي قرية من فئة (ب) تقع في محافظة الرين، والتابعة لمنطقة الرياض في السعودية. وتبعد عيينان عن محافظة الرين بمسافة تقارب () كم.